# شبگرد اسپانیولی
شبگرد اسپانیولی (نام علمی: Antrostomus ekmani) نام یک گونه از تیره شبگردان است.